# Балтийский флот во время Северной войны
Балтийский флот во время Северной войны являлся одной из главных военных сил на Балтийском море. Флотом были одержаны морские победы при Гангуте (1714), Эзеле (1719) и Гренгаме (1720), в завершающий период войны проводились активные каперские действия (1715—1721).

## Морские силы России и Швеции к 1700 году

### Россия
Россия не имела к 1700 году прямого выхода к Балтийскому морю. Поэтому все ею сосредотачиваемые летом 1700 года на северо-западных границах России военные силы были преимущественно сухопутными. На Ладожском озере вполне возможно было в краткие сроки построить десятки и даже сотни лодок для десанта из солдат пехотных полков вглубь Ингерманландии — территории Поневья, контролируемой Швецией.
Теоретически на Балтику можно было переместить 3 корабля Беломорской флотилии: 44-пушечный фрегат «Святое Пророчество», переоборудованный к тому времени в торговый корабль, «Святой Пётр», 12-пушечную личную яхту Петра I и 12-пушечную яхту «Транспорт-Рояль», подарённую Петру I Вильгельмом III Оранским в 1698 году. Практически же это было невозможно, из-за огромных рисков плавания в контролируемых противником водах Балтийского моря. А посуху на Ладогу можно было бы перебросить только лишь 2 яхты, что также навряд ли «усилило» бы русские силы на Балтике. Поэтому понятно, что основной силой в борьбе за Ингерманландию предстояло стать силе сухопутной.

### Швеция
Шведский флот, напротив, обладал значительной силой, и к тому времени был четвёртым по количеству линейных кораблей и числу корабельных орудий флотом в мире: уступая лишь флотам Англии, Франции и Голландии. К июню 1700 года в составе Шведского Королевского флота состояло вооружённых: линейных кораблей — 38, фрегатов — 10, незначительное число шняв, прамов, бригантин, галер и полугалер, список которых приводится ниже. Основные силы Датского Королевского флота (главного противника Шведского флота в первой половине Северной войны) состояли в тот период только из 29 линейных кораблей и 4 фрегатов.

Шведский 110-пушечный корабль «Король Карл» или «Конунг Карл»

Состав Шведского флота в июне 1700 г.
| Название корабля                                      | Ранг | Тип корабля           | Водоизмещение, шведских тонн | Число пушек: количество пушек * калибр орудий в фунтах (n-фунтовых)             | Дата постройки корабля (спуска на воду) |
| ----------------------------------------------------- | ---- | --------------------- | ---------------------------- | ------------------------------------------------------------------------------- | --------------------------------------- |
| Король Карл (Kung Karl)                               | 1    | линейный корабль      | 2730                         | 104/110: 10 36-фунт., 22 24-фунт., 30 18-фунт., 28 8-фунт., 14 4-фунтовых       | 1694                                    |
| Энигхетен (Enigheten)                                 | 1    | линейный корабль      | 2170                         | 94: 56 24-фунт., 28 8-фунт., 6 4-фунт., 4 3-фунтовых                            | 1696                                    |
| Королева Хедвига Элеанора (Drottning Hedvig Eleanora) | 1    | линейный корабль      | 2020                         | 88/90: 30 24-фунт., 28 12-фунт., 22 6-фунт., 4 4-фунт., 4 3-фунт.               | 1683                                    |
| Королева Ульрика (Drottning Ulrika)                   | 1    | линейный корабль      | 1970                         | 80: 26 24-фунт., 24 18-фунт., 22 12-фунт., 4 6-фунт., 4 3-фунт.                 | 1684                                    |
| Принц Карл (Prins Karl)                               | 1    | линейный корабль      | ?                            | 76/80: ?                                                                        | 1685                                    |
| Принцесса Хедвига София (Prinsessa Hedvig Sofia)      | 2    | линейный корабль      | 1920                         | 80: 26 24-фунт., 24 18-фунт., 22 12-фунт., 4 6-фунт., 4 3-фунт.                 | 1692                                    |
| Принцесса Ульрика (Prinsessan Ulrika)                 | 2    | линейный корабль      |                              | 70/80: 24 24-фунт., 24 12-фунт., 18 6-фунт., 4 3-фунт.                          | 1694                                    |
| Сверйе (Sverige)                                      | 2    | линейный корабль      | ?                            | 82                                                                              | 1678                                    |
| Ёта (Göta)                                            | 2    | линейный корабль      | ?                            | 70/76: 24 24-фунт., 26 12-фунт., 16 6-фунт., 4 3-фунт.                          | 1686                                    |
| Венден (Wenden)                                       | 2    | линейный корабль      | 1470                         | 76/82: 24 24-фунт., 2 18-фунт., 18 12-фунт., 24 6-фунт., 4 3-фунт.              | 1689                                    |
| Смоланд (Småland)                                     | 2    | линейный корабль      | ?                            | 68/70: ?                                                                        | 1679                                    |
| Стокгольм (Stockholm)                                 | 2    | линейный корабль      | 1470                         | 70/76: 28 24-фунт., 24 18-фунт., 14 8-фунт., 6 6-фунт., 4 3-фунт.               | 1682                                    |
| Карлскруна (Karlskrona)                               | 2    | линейный корабль      | 1470                         | 70: 24 24-фунт., 26 12-фунт., 16 6-фунт., 4 3-фунт.                             | 1686                                    |
| Виктория (Viktoria)                                   | 2    | линейный корабль      | 1470                         | 70: 24 24-фунт., 24 12-фунт., 18 6-фунт., 4 3-фунт.                             | 1680                                    |
| Блекинге (Blekinge)                                   | 2    | линейный корабль      | 1470                         | 70: 24 24-фунт., 2 18 фунт., 26 12-фунт., 12 6-фунт., 6 4-фунт.                 | 1682                                    |
| Врангель (Wrangel)                                    | 3    | линейный корабль      | ?                            | 60/70: 12 24-фунт., 10 18-фунт., 16 12-фунт., 10 8-фунт., 2 6-фунт., 10 4-фунт. | 1664                                    |
| Финлянд (Finland)                                     | 3    | линейный корабль      | ?                            | 64: 24 18-фунт., 24 8-фунт., 14 4-фунт., 2 3-фунт.                              | 1667                                    |
| Бохус (Bohus)                                         | 3    | линейный корабль      | ?                            | 74:                                                                             | 1663, перестроен в 1687                 |
| Упланд (Upland)                                       | 3    | линейный корабль      | ?                            | 70: 24 18-фунт., 24 8-фунт., 18 4-фунт., 4 3-фунт.                              | 1666                                    |
| Скания (Skånia)                                       | 3    | линейный корабль      | 1215                         | 64/68: 24 18-фунт., 24 8-фунт., 14 4-фунт., 2 3-фунт.                           | 1697                                    |
| Геркулес (Hercules)                                   | 3    | линейный корабль      | ?                            | 54/62: 6 24-фунт., 10 18-фунт., 18 12-фунт.,18 6-фунт., 2 3-фунт.               | 1650                                    |
| Вестманланд (Westmanland)                             | 3    | линейный корабль      | ?                            | 62                                                                              | 1696                                    |
| Фредерика Амалия (Frederika Amalia)                   | 3    | линейный корабль      | 1215                         | 62: 24 18-фунт., 24 8-фунт., 8 6-фунт., 4 4-фунт.                               | 1698                                    |
| Сёдерманланд (Södermanland)                           | 4    | линейный корабль      | 1080                         | 52/56: 22 18-фунт., 22 8-фунт., 8 6-фунт.                                       | 1693                                    |
| Поммерн (Pommern)                                     | 4    | линейный корабль      | 1070                         | 56: 22 18-фунт. , 22 8-фунт., 10 4-фунт., 2 3-фунт.                             | 1697                                    |
| Эланд (Őland)                                         | 4    | линейный корабль      | 1025                         | 56: 16 18-фунт., 4 12-фунт., 20 8-фунт., 16 3-фунт.                             | 1681                                    |
| Халланд (Halland)                                     | 4    | линейный корабль      | 980                          | 56: 4 18-фунт., 16 12-фунт., 20 6-фунт., 16 3-фунт.                             | 1682                                    |
| Эстлянд (Estland)                                     | 4    | линейный корабль      | 960                          | 56: 4 18-фунт., 16 12-фунт., 20 6-фунт., 16 3-фунт.                             | 1682                                    |
| Готланд (Götland)                                     | 4    | линейный корабль      | 990                          | 56: 4 18-фунт., 16 12-фунт., 20 6-фунт., 16 3-фунт.                             | 1682                                    |
| Ливлянд (Lifland)                                     | 4    | линейный корабль      | 965                          | 56: 16 18-фунт., 4 12-фунт., 20 8-фунт., 16 3-фунт.                             | 1682                                    |
| Эзель (Ősel)                                          | 4    | линейный корабль      | 965                          | 56: 16 18-фунт., 4 12-фунт., 20 8-фунт., 16 3-фунт.                             | 1683                                    |
| Ватхмейстер (Wachtmeister)                            | 4    | линейный корабль      | 775                          | 56: 16 18-фунт., 4 12-фунт., 20 8-фунт., 16 3-фунт.                             | 1681                                    |
| Гётеборг (Göteborg)                                   | 4    | линейный корабль      | 870                          | 44/50: 18 12-фунт., 20 6-фунт., 6 3-фунт.                                       | 1696                                    |
| Принц Фредерик Вильгельм (Prince Frederik Vilhelm)    | 4    | линейный корабль      | 630                          | 40/50: 18 18-фунт., 18 6-фунт., 4 4-фунт.                                       | 1698                                    |
| Кальмар (Kalmar)                                      | 4    | линейный корабль      | 815                          | 46: 4 12-фунт., 14 8-фунт., 20 4-фунт., 8 3-фунт.                               | 1695                                    |
| Висмар (Wismar)                                       | 4    | линейный корабль      | 695                          | 46: 4 12-фунт., 14 8-фунт., 4 6-фунт., 20 4-фунт., 4 3-фунт.                    | 1694                                    |
| Штетин (Stettin)                                      | 4    | линейный корабль      | 740                          | 46: 4 12-фунт., 14 8-фунт., 20 4-фунт., 8 3-фунт.                               | 1695                                    |
| Вреден (Wreden)                                       | 4    | линейный корабль      | 815                          | 44/52: 20 12-фунт., 20 6-фунт., 12 3-фунт.                                      | 1697                                    |
| Норрчёпинг (Norrköping)                               | 4    | линейный корабль      | 815                          | 44/46: 18 12-фунт., 20 6-фунт., 8 3-фунт.                                       | 1698                                    |
| Хальмстад (Halmstad)                                  | 4    | фрегат                | 815                          | 44: 18 12-фунт., 20 6-фунт., 6 4-фунт.                                          | 1699                                    |
| Рига (Riga)                                           | 5    | фрегат                | 780                          | 32: 16 18-фунт.,16 6-фунт.                                                      | 1684                                    |
| Штральзунд (Stralsund)                                | 5    | фрегат                | 515                          | 32: 16 18-фунт., 16 4-фунт.                                                     | 1688                                    |
| Стенбоккен (Stenbocken)                               | 5    | прам                  | ?                            | 24: 10 18-фунт., 4 12-фунт., 10 3-фунт.                                         | 1679                                    |
| Варберг (Varberg)                                     | 5    | фрегат                | 630                          | 36: ?                                                                           | 1699                                    |
| Марстранд (Marstrand)                                 | 5    | фрегат                | 375                          | 26: 18 8-фунт., 8 6-фунт.                                                       | 1699                                    |
| Дельфин (Delfin)                                      | 5    | фрегат                | 283                          | 22                                                                              | 1677                                    |
| Юнас (Jonas)                                          | 5    | транспорт             | ?                            | 20: 18 8-фунт., 2 4-фунт.                                                       | 1698                                    |
| Фалкен (Falken)                                       | 6    | фрегат                | 375                          | 26: 20 8-фунт., 6 3-фунт.                                                       | 1688 (1689)                             |
| Фама(Fama)                                            | 6    | фрегат                | 152                          | 16: 6 6-фунт., 10 4-фунт.                                                       | 1678                                    |
| Нептун (Neptunus)                                     | 6    | фрегат                | 166                          | 16 3-фунт.                                                                      | 1687                                    |
| Йегарен (Jägaren)                                     | 6    | фрегат                | 166                          | 16 3-фунтовых                                                                   | 1686                                    |
| Сван (Svan)                                           | 6    | фрегат                | 186                          | 10/16 3-фунт.                                                                   | 1686                                    |
| Фригге (Frigga)                                       | 6    | фрегат                | 77                           | 10: 6-6-фунт., 4 4-фунт.                                                        | 1698                                    |
| Хуммерн (Hummern)                                     | 6    | шнява                 | 108                          | 14: 8 6-фунт., 6 3-фунт.                                                        | 1700                                    |
| Яков Младший (Iac Minor)                              | 6    | бомбардирский корабль | ?                            | ?                                                                               | 1695                                    |
| Оскедундер (Åskedunder)                               | 6    | бомбардирский корабль | 190                          | 1 мортира, 4 4-фунт.                                                            | 1698                                    |
| Астрильд (Astrild)                                    | 6    | бригантина (шнява)    | ?                            | 8                                                                               | 1699                                    |
| Терезия (Theresia)                                    | 6    | бригантина            | 103                          | 6 6-фунт., 6 4-фунт.                                                            | 1676                                    |

## Становление Русского флота на Балтике

### Русско-шведские столкновения на морях и озёрах 1700—1702 годах
Единственной военной операцией на море в 1701 году была попытка отряда шведского флота нанести возможно больший ущерб Архангельскому порту и северной русской торговле в целом. Для достижения этой цели в Белое море была послана шведская эскадра под командованием коммандора Леве, вышедшая из порта Гётеборга 7 июня 1701 года.
24 июня 1701 года шведская эскадра Леве в составе 7 судов: фрегатов Warberg (42 ор.), Elfsborg (42 ор.), Marstrand (26 ор.) и яхт (шняв, бомбардирских галиотов) Falk (6 ор.), Tofva-lite (4 ор.), Mjohund (6 ор.), и ещё одной (название неизвестно), пришедшая со стороны Белого моря, приблизилась к Северной Двине. На кораблях шведской эскадры находилось до 1000 человек.
На следующий день шведская эскадра разделилась. Один фрегат и яхта направились к деревне Кустово. Три судна с наименьшей осадкой: 2 фрегата и 1 яхта из состава эскадры вице-адмирала Леве направились к Двинскому Берёзовому устью с целью артиллерийского обстрела Архангельска и пресечения деятельности Архангельского порта, через который тогда активно велась торговля России с английским, голландскими, гамбуржскими и прочими купцами, поставлялось закупаемое Россией за рубежом оружие: пушки, ружья, сера для пороха и т. п.
У Берёзового устья шведский отряд перебил русский сторожевой гарнизон, состоявший из 15 солдат и 1 офицера. Далее шведская эскадра двинулась к Новодвинской крепости.
На одном из этих кораблей находились двое русских пленных: Иван Рябов — «служебник» Николо-Корельского монастыря и переводчик Дмитрий Борисов, которых шведы заставили вести их суда к Архангельску. Из-за заведомо неверных сведений русских пленников шведы повели свои суда к Ново-Двинской крепости прямо под огонь 4 береговых батарей и два из них: фрегат и яхту, посадили на мель. Оба они были взяты солдатами русского отряда, размещённого на 2 ботах (всего гарнизон Новодвинской крепости насчитывал 700 человек). Русские трофеи, снятые с этих кораблей составили: 13 пушек, 200 ядер, 850 досок железа, 15 пудов (около 270 кг) свинца. Потери гарнизона Новодвинской крепости составили 2 человека убитыми и несколько ранеными.
После тринадцатичасового боя, занявшего и большую часть ночи с 25 на 26 июня шведы принуждены были уйти на одном фрегате (Tofva-lite), оставив в руках русских два судна: Mjohund и Falk. Переводчика Дмитрия Борисова шведы убили; Иван Рябов притворился мёртвым, а затем вплавь добрался до берега. Другая часть шведской эскадры оставалась в Белом море до 21 июля, захватывая рыболовецкие суда и сжигая прибрежные деревни. К 25 августа шведы вернулись в Гётеборг.
Посылка шведской экспедиции к Архангельску, надо полагать, было заранее известна русской стороне, потому как известно, что для отражения шведской эскадры ещё до появления последней, с четырёх английских купеческих кораблей было взято 13 железных пушек.

#### 1702 год
31 мая. Сражение между шведской эскадрой коммандора Лешерна (5 судов) и посаженным на карбасы отрядом солдат полковника Толбухина в узком проливе, соединяющем Чудское озеро с Псковским. Шведы были выбиты с занимаемой ими выгодной позиции в проливе, и русские суда прорвались в Чудское озеро. В этом бою шведы потеряли взятую русскими на абордаж 4-пушечную яхту «Флундран».
15 июня. Нападение русского отряда (400 солдат) подполковника Островского на соймах и карбасах на шведскую эскадру вице-адмирала Нумерса (3 бригантины от 5 до 12 пушек, 3 галиота от 6 до 14 пушек и 2 лодки) в устье реки Вороны (Ладожское озеро). Получив в результате боя значительные повреждения кораблей и потеряв много людей, Нумерс отступил.
10 июля. Сражение между отрядом русских карбасов под начальством генерала Гулица и 4 шведскими судами командора Лешерна на Чудском озере, близ устья р. Амовжи (Эмбах); русскими взята на абордаж 12-пушечная шведская яхта «Виват».
27 августа. Нападение отряда полковника Тыртова в составе 30 карбасов на шведскую озёрную флотилию вице-адмирала Нумерса близ Кексгольма (Ладожское озеро). Потеряв 5 судов (2 сожжены, 2 взяты в плен, 1 потоплено) и около 300 человек, Нумерс ушёл в Выборг, оставив Ладожское озеро во власти русских.
Для содействия войскам фельдмаршала Шереметева, сосредоточенным в районе Ладоги, Пётр I решил перебросить из Белого моря в Ладожское озеро два малых фрегата «Святой Дух» и «Курьер», построенных в Архангельске, и 4000 войск. Для этой цели от селения Нюхча (Онежский залив) до Повенца (Онежское озеро) была проложена по трудно проходимым лесам и болотам дорога на расстоянии 160 верст. Дорогу строили окрестные крестьяне под руководством сержанта Преображенского полка Михаила Щепотьева. По этой дороге Петр I в течение 10 дней провёл 4000 войск и перетащил две яхты. 28 августа яхты были уже у Повенца. Здесь войска были посажены на барказы и яхты и доставлены по Онежскому озеру и реке Свирь до Сермаксы, откуда сухим путём к Ладоге, где находился Шереметев. Из Ладоги войска двинулись к Нотебургу.
11 октября. Штурм войсками Шереметева Нотебурга (старой новгородской крепости Орешек, отошедшей к шведам по Столбовскому миру 1617 года); после тринадцатичасового упорного боя крепость была взята; 50 лодок, перетащенные сухим путём из Ладожского озера в Неву, отрезали крепость со стороны моря, откуда она получала помощь. Пётр I переименовал Нотебург в Шлиссельбург — в знак того, что эта крепость являлась ключом к выходу на море.

### Строительство и организация Балтийского флота в 1702—1711 годах (краткий дискурс)

#### Состав русского флота на 1 июля 1705 года
| Название корабля | Тип корабля | Число орудий | Калибр орудий |
| ---------------- | ----------- | ------------ | ------------- |

## Боевые действия Балтийского флота в 1703—1711 годах

### 1703 год
24 апреля. Обложение русскими войсками крепости Ниеншанц, расположенной при впадении в Неву реки Охты.
28 апреля. Пётр I, идя от Шлиссельбурга с 7 ротами гвардии на 60 лодках, прорвался мимо крепости Ниеншанц (старой новгородской крепости Канцы) и впервые спустился к устью реки Невы.
1 мая. Взятие русскими войсками крепости Ниеншанц.
В ночь на 7 мая. Пришедший 2 мая к устью Невы отряд вице-адмирала Нумерса в составе 9 судов, не зная о взятии русскими Ниеншанца, выслал 5 мая в Неву 10-пушечный галиот «Гедан» и 8-пушечную шняву «Астрильд». В ночь на 7 мая отряд из 30 лодок с посаженными на них солдатами под командой Петра I и Меншикова атаковал шведские суда и после упорного абордажного боя захватил их в плен.

### 1704 год
7 мая. Нападение отряда генерал-майора Вердена на лодках на шведскую озёрную флотилию Лешерна (15 шхун) в устье реки Амовжи, впадающей в Чудское озеро. В результате абордажного боя 13 шведских судов были взяты в плен, одно взорвано и одно судно ушло. На захваченных судах взято 96 орудий и много людей.
31 мая. Захват солдатами Преображенского полка, посаженными на лодки, под командой Петра I, двух шведских шкут (транспортные суда) в устье реки Наровы.
Июнь. Нападение отряда шведских судов под командой вице-адмирала Якоба де Пру (1 корабль, 5 фрегатов и 8 мелких судов) на Котлин. Попытка высадить десант была отбита с большим уроном для шведов, которые ограничились затем двухдневной бомбардировкой Котлина с дальней дистанции, не причинив никакого вреда.

### 1705 год
Январь. Попытка шведского генерала Майделя внезапно овладеть Котлином путём посылки отряда в 1000 человек, вышедшего из Финляндии ночью по льду; из-за ошибки проводника шведы ночью проблуждали в поисках дороги; к утру русские, узнав о приближении шведов, успели приготовиться, и неприятель был отбит и прогнан.
4 июня. Появление у Котлина шведской эскадры адмирала Анкарштерна (7 кораблей от 54 до 64 пушек, 6 фрегатов от 28 до 36 пушек, 2 прама по 40 пушек, 2 шнявы, 2 бомбардирских корабля, 2 брандера и одно провиантское судно) с десантом с целью овладения островом Котлин и уничтожения русских судов, стоявших у Кроншлота. В тот же день 6 шведских фрегатов из эскадры Анкарштерна произвели нападение на Кроншлот, но встреченные сильным огнём батарей и галер под командой вице-адмирала Крюйса принуждены были отойти к своему флоту. Одновременно шведами была произведена высадка десанта в 1000 человек на южном (теперь Ораниенбаумском) берегу; десант сжёг два дома в селении Дударово, захватил несколько голов скота и возвратился к своему флоту.
5 июня. Попытка адмирала Анкарштерна высадить на шлюпках десант на остров Котлин. Встреченные сильным артиллерийским огнём, шведы не достигли берега и возвратились на свои корабли, потеряв много убитыми и ранеными.
6 июня. Нападение шведской эскадры адмирала Анкарштерна на Кроншлот и Котлин. Встреченные пушечным огнём кораблей и береговых батарей, шведы прекратили атаку и отошли.
10 июня. Нападение шведской эскадры адмирала Анкарштерна в составе 2 бомбардирских судов и 6 фрегатов на русские суда, стоявшие у Кроншлота, и на береговые батареи. После двухчасового артиллерийского боя шведские корабли, получив большие повреждения, стали выходить из-под обстрела.
15 июня. Артиллерийский обстрел русскими судами стоявшей недалеко от Котлина шведской эскадры. Торопясь выйти из-под артиллерийского огня, некоторые шведские корабли принуждены были обрубить свои якорные канаты.
14 июля. Шведская эскадра адмирала Анкарштерна, произведя починку кораблей и пополнение десанта, вновь появилась у Котлина в составе 24 судов. После обстрела русских судов и батарей, продолжавшегося в течение 5 часов, шведы около полудня отправили на гребных судах на остров десант в 1630 чел. Десант был встречен картечным огнём береговых батарей и, подойдя к мелководью, вышел из шлюпок в воду, но на пути к берегу снова напал на глубокое место. Придя в замешательство, усиленное потерями от картечного огня (560 убитых и утонувших, 114 раненых), шведы бросились к шлюпкам и вернулись на корабли. Небольшая часть десанта, успевшая добраться до берега, была уничтожена. Потерпев неудачу, шведская эскадра ушла в море.
19 августа. Нападение 7 русских галер под командой вице-адмирала Крюйса на шведский дозорный линейный корабль «Ревель», заштилевший у острова Котлин. После трёхчасового артиллерийского боя шведский корабль, воспользовавшись начавшимся ветром, поспешно удалился в море.

### 1706 год
12 октября. Бой отряда из 5 лодок под командой сержанта Щепотьева в Выборгском заливе с шведским 4-пушечным ботом «Эсперн», закончившийся взятием бота на абордаж. Бой отличался исключительным упорством: из 103 чел., находившихся на боте, шведы потеряли убитыми 77 чел.; из 51 чел. русского отряда уцелело 13 чел. (из них 6 раненых), которые тем не менее захватили неприятельское судно и привели его вместе с 26 пленными в своё расположение, на пути отразив нападение другого шведского бота, пытавшегося отбить захваченный трофей.

### 1707 год
1-6 мая. Разведка отрядом из 9 бригантин под командой капитана Демьянова острова Гогланд. Захватив «языков» и разорив несколько селений, отряд возвратился к Котлину.
10-30 августа. Разведка отрядом 14 галер под командой шаутбенахта Боциса северного берега Финского залива — шхерного района от Биорке до меридиана Гогланда. Пробыв в походе 20 дней, отряд благополучно возвратился к Кроншлоту.

### 1708 год
6-15 мая. Отряд гребных судов в составе 9 скампавей и 7 бригантин с десантом в 500 чел. под командой шаутбенахта Боциса, выйдя 6 мая от Котлина в финские шхеры, 10 мая подошёл к г. Борго. Преодолев огонь береговых батарей, отряд высадил десант, который занял и сжёг пригород и уничтожил 16 каботажных судов. 15 мая отряд вернулся к Котлину.
29 августа. Артиллерийский обстрел двумя русскими бригантинами шведских войск генерала Любекера, переправлявшихся через Неву в районе Тосно с целью движения в Ингерманландию, где Любекер надеялся найти запасы провианта для своих войск.

### 1709 год
20 мая. Шнява «Фалк» под командой поручика Шмидта послана вице-адмиралом Крюйсом к шведскому флоту, находившемуся у о-ва Гогланд для передачи адмиралу Анкерштерну писем от шведских пленных в России. Несмотря на парламентерский флаг, шведы вероломно захватили шняву, мотивируя это тем, что шнява зашла в принадлежащие им воды с целью разведки их сил. Вице-адмирал Крюйс написал адмиралу Анкерштерну письмо, в котором резко протестовал против незаконного захвата шнявы и доказывал, что русские «всегда наследники и владетели землям, которые при морях, были и с помещию Божею и доныне, как можешь из старых историев, трактатов и из нынешних морских карт видеть, что и до Ревеля. Правда, что здешние земли несколько времени под вашим владением были, такою ж правдою, как вы чаете ныне шняву держать своим неправдивым размышлением».
27 июня. Полтавская победа. Оценивая значение этой победы в общем ходе борьбы со Швецией за выход на Балтийское море, Петр I писал генерал-адмиралу Апраксину с места боя: «ныне уже совершенно камень в основание Петербурга положен».

### 1710 год
22 марта. Прибытие Ингермландского осадного корпуса генерал-адмирала Апраксина из Котлина по льду Финского залива к крепости Выборг.
1 апреля. Начало осады войсками генерал-адмирала Апраксина крепости Выборг.
9 мая. Для ускорения операции по взятию Выборга и снабжения корпуса Апраксина осадной артиллерией и боеприпасами, а также в целях пополнения подходивших к концу запасов продовольствия транспортный флот в составе до 250 единиц вышел 30 апреля от Котлина к Выборгу под охраной корабельного и галерного флотов под командованием Петра I, пробился через лед и прибыл к Выборгу, потеряв 4 транспорта, тем самым вовремя предупредив помощь крепости со стороны шведского флота, задержанного льдами в центральной части Финского залива. Войска Апраксина получили все необходимое для продолжения осады.
16 мая. Возвращение к Котлину транспортных судов под охраной корабельного флота после того, как под Выборгом была выгружена осадная артиллерия и доставлено снаряжение для корпуса генерал-адмирала Апраксина. Для блокады Выборга с моря и для содействия осадному корпусу в Выборгском заливе оставлен был под командой шаутбенахта Боциса отряд гребных судов в составе 5 галер и 60 бригантин. 13 июня крепость Выборг, отрезанная с моря, капитулировала. Вслед за овладением Выборгом отряд под командой генерала Брюса приступил к операции по овладению на берегу Ладожского озера крепостью Кексгольм, которая была взята 8 сентября 1710 года. Занятие крепостей Выборг и Кексгольм на обоих флангах Карельского перешейка и возможность создания между ними оборонительного рубежа обеспечивали «конечное обезопасение» Петербургу со стороны Финляндии.
4 июля Сдалась осажденная русскими войсками Рига. Все суда стоявшие в Риге (24 вымпела) попали в русские руки, благодаря тому что подошедший к Риге русский флот помешал шведам их увести.
Кампания 1710 года ознаменовалась также занятием южного побережья Финского залива и всего Рижского залива с портами Ревель, Пернов, и Моонзундских островов с Арегасбургом, что обеспечивало России, помимо экономической и торговой связи с Зап. Европой, выгодное стратегическое положение.
19 июля. Первое отправление из Белого моря в Балтийское трёх фрегатов «Св. Петр», «Св. Павел» и «Св. Илия», построенных в Архангельске и предназначенных для крейсерских операций в Датских проливах. В сентябре фрегаты прибыли в Копенгаген, захватив в пути два шведских галиота.

### 1711 год
19 мая. Отряд бригантин, отправленный из Санкт-Петербурга в Выборг для доставки военных грузов, осуществил прорыв в Выборгский залив боем сквозь строй 16 шхерных шведских судов, закрывавших доступ в залив.
Июнь. Русские военнопленные в Швеции в числе 44 чел. были направлены на шкуне из Якобштадта в Умео. Среди военнопленных был князь Яков Долгорукий, попавший в плен ещё в 1700 г. Как только шкуна вышла в море, русские под командованием Долгорукого напали на шведский экипаж, овладели шхуной и привели её в Ревель.

## Состояние Шведского флота в 1710—1721 годах
Неудачные для Швеции боевые действия на суше в 1708—1709 гг. (Под Лесным, Полтавой и Переволочной), а затем бегство Карла XII из России крайне плачевно сказались на финансировании строительства и ремонта кораблей Шведского флота. С 1710 по 1721 гг. на Шведских верфях был заложен только один линейный корабль и 10 фрегатов. Вместо полноценных боевых кораблей на шведских верфях развернулось масштабное строительство галерных флотов, и хотя Шведский линейный флот и стремился по-прежнему действовать против прибрежных городов и коммуникаций своих противников (подробнее см. ниже), но из года в год после морского сражения в Кёге-бухте (1710 г.) количество шведских линейных кораблей неуклонно сокращалось, а количество галер, полугалер, бригантин, прамов и бомбардирских кораблей увеличивалось.

### Состав русского Балтийского флота на 1 августа 1710 года
| Название корабля    | Тип корабля           | Число орудий | Калибр орудий                          |
| ------------------- | --------------------- | ------------ | -------------------------------------- |
| Выборг              | Линейный корабль      | 50           | 18, 8, 4-фунтовые                      |
| Рига                | Линейный корабль      | 50           | 18, 8, 4-фунтовые                      |
| Пернов              | Линейный корабль      | 50           | 18, 8, 4-фунтовые                      |
| Олифант             | фрегат / прам         | 36           | 6-фунтовые                             |
| Думкрат             | фрегат / прам         | 26/36        | 24-фунтовые                            |
| Святой Пётр         | фрегат                | 30           | 8-фунтовые                             |
| Святой Павел        | фрегат                | 30           | 8-фунтовые                             |
| Штандарт            | фрегат                | 24/28        | 6-фунтовые                             |
| Петербург           | фрегат                | 24/28        | 6 и 3-фунтовые                         |
| Шлиссельбург        | фрегат                | 24/28        | 6 и 3-фунтовые                         |
| Кроншлот            | фрегат                | 24/28        | 6 и 3-фунтовые                         |
| Нарва               | фрегат                | 24/28        | 6 и 3-фунтовые                         |
| Архангел Михаил     | фрегат                | 24/28        | 6 и 3-фунтовые                         |
| Иван-город          | фрегат                | 24/28        | 6 и 3-фунтовые                         |
| Бык                 | прам                  | 24           | ?                                      |
| Буйвол              | прам                  | 24           | ?                                      |
| Arcke des Verbonees | прам                  | 16/18        | ?                                      |
| Arcanne             | прам                  | 16/18        | ?                                      |
| Лизет               | шнява                 | 16/18        | 3-фунтовые                             |
| Мункер              | шнява                 | 14           | 3-фунтовые                             |
| Святой Яким         | шнява                 | 14           | 3-фунтовые                             |
| Ямбург              | шнява                 | 14           | 3-фунтовые                             |
| Дегас               | шнява                 | 14           | 3-фунтовые                             |
| Копорье             | шнява                 | 14           | 3-фунтовые                             |
| Лукс                | шнява                 | 14           | 3-фунтовые                             |
| Снук (Щука)         | шнява                 | 14           | 3-фунтовые                             |
| Феникс              | шнява                 | 14           | 3-фунтовые                             |
| Роза                | шнява                 | 14           | 3-фунтовые                             |
| Адлер               | шнява                 | 14           | 3-фунтовые                             |
| Hobet (Надежда)     | бомбардирский корабль | 14           | 2 3-пуд. гаубицы, 12 20-фунтовых пушек |
| Бир-Драгер          | бомбардирский корабль | 3            | 3-пудовые мортиры                      |
| Вейн-Драгер         | бомбардирский корабль | 3            | 3-пудовые мортиры                      |
| Триумф              | брандер               | ?            | ?                                      |
| Флигель де Фам      | брандер               | ?            | ?                                      |
| Дерпт               | брандер               | ?            | ?                                      |
| Крокодил            | брандер               | 4            | 3-фунтовые                             |
| Бобр                | брандер               | ?            | ?                                      |
| Огонь               | брандер               | 4            | 3-фунтовые                             |
| Фур                 | брандер               | 4            | 3-фунтовые                             |
| Ёж                  | брандер               | 4            | 3-фунтовые                             |
| Этна                | брандер               | ?            | ?                                      |
| Везувий             | брандер               | ?            | ?                                      |

Кроме того в составе флота было 8 галер, большое число скампавей и бригантин, множество лёгких парусных и транспортных судов (всего более 200).

## Морские операции 1712—1714 гг

### Операции 1712—1713 гг.
21 августа – 5 сентября 1712г. Рейд флотилии гребных судов под командованием шаутбенахта Ивана Боциса на северное побережье Финского залива
10 мая 1713г. Захват города Гельсингфорс (Финляндия) эскадрой под командованием адмирала Федора Апраксина. После подхода шведской эскадры вице-адмирала Эрика Лиллье русские войска оставили город.
14 мая 1713г. Захват города Борго (Финляндия) гребной флотилией под командованием адмирала Федора Апраксина. Шведские войска генерал-лейтенанта Георга Любеккера оставили город без боя.

### Состав эскадры адмирала Ваттранга у Гангута к 26. 7. 1714 г.
| Название корабля | Ранг | Тип корабля      | Число пушек: количество пушек * калибр орудий в фунтах (n-фунтовых) |
| ---------------- | ---- | ---------------- | ------------------------------------------------------------------- |
| Принц Карл       | 3    | Линейный корабль | 74                                                                  |
| Вестерманланд    | 3    | Линейный корабль | 66                                                                  |
| Шонен            | 3    | Линейный корабль | 66                                                                  |
| Фридрих-Амалия   | 3    | Линейный корабль | 66                                                                  |
| Бремен           | 3    | Линейный корабль | 66                                                                  |
| Стокгольм        | 3    | Линейный корабль | 66                                                                  |
| Зюдерманланд     | 4    | Линейный корабль | 58                                                                  |
| Эланд            | 4    | Линейный корабль | 58                                                                  |
| Ферден           | 4    | Линейный корабль | 58                                                                  |
| Померания        | 4    | Линейный корабль | 56                                                                  |
| Рига             | 4    | Линейный корабль | 56                                                                  |
| Лифлянд          | 4    | Линейный корабль | 54                                                                  |
| Готланд          | 4    | Линейный корабль | 52                                                                  |
| Гогланд          | 4    | Линейный корабль | 52                                                                  |
| Вахтмейстер      | 4    | Линейный корабль | 50                                                                  |
| Ревель           | 5    | Фрегат           | 36                                                                  |
| Феникс           | 5    | Фрегат           | 32                                                                  |
| Фалкен           | 5    | Фрегат           | 30                                                                  |
| Анклам           | 5    | Фрегат           | 30                                                                  |
| Волгаст          | 5    | Фрегат           | 24                                                                  |
| Эне              | 6    | Фрегат           | 18                                                                  |
| Элефант          | 6    | Фрегат           | 18                                                                  |
| Поллукс          | 6    | Шнява            | 16                                                                  |

### Высадка десанта в Умео
11 сентября 1714 года отряд из 11 галер под командованием генерал-майора И. М. Головина вышли из района Васы и перешел в самом узком месте Ботнический залив. В районе города Умео высадилась тысяча солдат. Город был взят без боя. 23 сентября все галеры благополучно возвратились в Васу. Операция имела цель продемонстрировать населению и правительству Швеции, что отныне их страна оказалась в пределах досягаемости русского оружия.

## Боевые действия на Балтийском море в 1715—1719 гг

### 1715 год
3 августа 1715г.  Высадка первого русского десанта на шведский остров Готланд. Эскадра под командованием вице-адмирала Питера Бредаля высадила десант, который сжег несколько селений, после чего эскадра вернулась в Ревель.

### 1717 год
Высадка десанта на остров Готланд
Вторая десантная операция российского флота была проведена на остров Готланд с 4 июня (по другим данным 4 или 9 июля) по 16 июля 1717 года. Эскадра (15 линейных кораблей и 2 фрегата) под командованием адмирала Федора Апраксина и командора Яна Фангофта высадила десант (900 человек), который сжег несколько селений и взял много пленных, после чего эскадра вернулась в Ревель. Апраксин сообщил А.Д.Меншикову от Рогервика о произведенном десанте на Готланд с 09 по 16.07, что войска вторгались вглубь острова, захватили скот и пленных, но крепости не брали, «чего без точного указу Ц.в. чинить не смели»

## Морские операции завершающего этапа (1720-1721 гг) Великой Северной войны

### 1720 год
Высадка десанта на побережье Швеции в 1720 году
24 апреля – 8 мая 1720г. Очередная десантная операция русского галерного флота под командованием генерал-аншефа князя Михаила Голицина на восточном побережье Швеции. Город Умео и 41 деревня сожжены.

### 1721 год
Высадка десанта на побережье Швеции в 1721 году
Чтобы принудить Швецию завершить затягивающиеся мирные переговоры, Петр I  приказал еще раз произвести высадку десанта. К берегам Швеции был направлен десантный отряд П. П. Ласси численностью 5 тыс. человек пехоты и около 400 казаков. Он располагался на 30 галерах, 9 лодках, 33 шлюпках и 1 боте. Отряд благополучно прошел мимо мыса Гангут и взял курс на Аландский архипелаг. Затем он пересек Ботнический залив, 17 (28) мая приблизился к крепости Евле и произвел высадку в 2 км севернее ее. Небольшие партии, выделенные из его состава, углублялись на несколько миль. Шведские войска серьезного сопротивления не оказывали. 8 (19) июня 1721 г. десант Ласси дошел до Умео, где стояли два шведских полка (пехотный и кавалерийский), которые при приближении русских стали уходить в Питео. Отряд Ласси морем переместился в этот район. Оттеснив шведов, русский десант произвел высадку. Здесь Ласси получил приказ прекратить военные действия.  Выполнив поставленную задачу, отряд Ласси 17 (28) июля вернулся в город Васа. Основной результат похода десанта состоял в моральном воздействии на шведов, Ласси рапортовал М. М. Голицыну: «В здешней земле великий страх происходит, а войско, кроме двух полков, кои здесь в Вестерботе, пошло все к Стокгольму...» В результате похода были разрушены один оружейный и двенадцать железообрабатывающих завода, сожжены три города и 506 деревень.